# Aïssata Tall Sall
Aïssata Tall Sall (Podor, 12 de diciembre de 1957) es una abogada y política senegalesa. Desde el 6 de noviembre de 2020 está al frente del Ministerio de Asuntos Exteriores y de los senegaleses en el Exterior, siendo la primera mujer en ocupar el puesto en la historia de Senegal. Es alcaldesa de Podor desde 2009. Hasta diciembre de 2019 fue diputada de la Asamblea Nacional de Senegal dejando su escaño al asumir el puesto de "Enviada Especial" del jefe del Estado. En el ámbito político preside el movimiento "Osez l'avenir" creado en 2017. Hasta ser expulsada del Partido Socialista senegalés por disputar a sus dirigentes el liderazgo del partido con aspiraciones a presentarse a las elecciones presidenciales, Aïssata Tall llegó ser una de sus miembros más conocidas, asumiendo incluso la portavocía del partido. De 1998 a 2000 fue Ministra de Comunicación y portavoz del Gobierno durante la presidencia de Abdou Diouf.   

## Biografía
Nació el 12 de diciembre de 1957 en Podor en el seno de una familia conservadora morabita. Su padre tuvo nueve hijas a las que decidió dar las mismas oportunidades que a sus dos hijos. Llegó a Dakar al terminar los estudios primarios. Tras estudiar secundaria se incorporó a la Inspección General del Estado. Estudió Derecho en la Universidad de Dakar y se empeñó en ser abogada. Para prestar juramento inició su primera rebelión llevando ante el tribunal de apelación al consejo de la Orden que se mostraba reacio a incorporarla al igual que a una treintena de jóvenes abogados. Ganó y fue inscrita en el Colegio de Abogados en 1982.

### Trayectoria como abogada
Se especializó primero en derecho en el mundo de los negocios y más tarde dio el salto a defender casos políticos. De 2000 a 2012, participó en los principales juicios políticos contra el régimen del presidente Abdoulaye Wade. En otros países africanos también abogó por los generales marfileños Lassana Palenfo e Ibrahim Coulibaly -acusados de poner en peligro la seguridad del Estado-, el expresidente mauritano Mohamed Khouna Ould Haidalla , el ex primer ministro togolés Agbéyomé Kodjo o el presidente. Dioncounda Traoré interino de Malí. Fue en el juicio de los dos marfileños cuando el cineasta Abderrahmane Sissako se fijó en ella. Unos años más tarde, le ofreció interpretar su propio papel en su película Bamako, donde defendió la causa de África contra el FMI y el Banco Mundial. En 2006, esto le valió el derecho a subir los escalones del Festival de Cine de Cannes con Abdou Diouf, entonces secretario general de La Francofonía, de la que había sido ministra.

### Trayectoria política
Fue portavoz del Partido Socialista de Senegal y una de sus figuras históricas más conocidas antes de ser expulsada de la formación en diciembre de 2017 junto a otros 64 militantes por estar en contra de la alianza de su partido con el entonces presidente Macky Sall.
En 2005 formaba parte del buró político del Partido Socialista senegalés.
En 2014 se atrevió a disputar la secretaría general del partido socialista que acabó liderado por Ousmane Tanor Dieng y expresaba ya su intención de presentarse a las elecciones presidenciales de Senegal. Se incorporó a Benno Bokk Yakar.
Tras ser excluida del buró político del Partido Socialista de Senegal en 2017 lanzó el movimiento "Osez l'avenir", una formación presente en 2018 en los 45 departamentos de Senegal y con una diputada en la Asamblea Nacional de Senegal. Sin embargo, con las modificaciones a la ley de "patrocinio popular" que obliga a las candidaturas a tener apoyo del 0,8 % electoral repartidas al menos en siete regiones, no logró su objetivo de tener suficientes apoyos para presentarse a las elecciones presidenciales. Finalmente, Aïssa Tall decidió dar un giro estratégico a su posición y en febrero de 2019 anunció su apoyo a Macky Sall para su reelección tras años de haberle cuestionado.

### Trayectoria institucional
Con amplia experiencia en el mundo de la judicatura, el 4 de julio de 1998 fue nombrada Ministra de Comunicación y portavoz del gobierno bajo la presidencia de Abdou Diouf asumiendo el puesto hasta 4 de abril de 2000.   
En 2009 fue elegida alcaldesa de Podor siendo reelegida en junio de 2014. También fue elegida miembro de la Asamblea Nacional de Senegal dentro de la coalición Benno Yaakaar.
Tras dar un giro a su estrategia política alegando que era "en defensa de los intereses de Senegal" apoyó la reelección del presidente Macky Sall en febrero de 2019. Meses después, el 7 de noviembre de 2019 fue nombrada "Enviada especial" del presidente de la República, sustituyendo en el puesto a Aminata Touré quien asumió la presidencia del Consejo económico, social y ambiental (Cese). Tras asumir el puesto el 1 de diciembre de 2019 renunció a su escaño de diputada en la Asamblea Nacional de Senegal siendo sustituida por Marème Soda Ndiaye, geógrafa de 27 años, especializada en salud medio ambiente y desarrollo sostenible.
El 6 de noviembre de 2020 fue nombrada Ministra de Asuntos Exteriores y de los Senegaleses en el Exterior en el gobierno de unión nacional de 33 ministros y 4 ministras presidido por Macky Sall, en el que se suprimió el cargo de primer ministro. Es la primera mujer en asumir este puesto en la historia de Senegal.
En diciembre de 2024, Aïssata Tall Sall fue nombrada líder de la oposición para presidir el grupo parlamentario Takku Wallu Senegal, que obtuvo 16 diputados en la Asamblea Nacional.

## Bamako (película)
En 2006 participó en la película "Bamako" dirigida por Abderrahmane Sissako presentada en el festival de Cannes en el que interpretaba el papel de abogada.